# Kenta Kifuji
Kenta Kifuji (født 5. oktober 1981) er en tidligere japansk fodboldspiller.
Han har spillet for flere forskellige klubber i sin karriere, herunder Avispa Fukuoka og Montedio Yamagata.